# 237e Infanteriedivisie (Duitsland)
De Duitse 237e Infanteriedivisie (Duits: 237. Infanterie-Division) was een Duitse infanteriedivisie tijdens de Tweede Wereldoorlog. De divisie werd opgericht op 12 juli 1944. De eenheid deed in haar bestaan dienst in Tsjecho-Slowakije, Italië en op de Balkan.
Op 8 mei 1945 werd de divisie na de capitulatie van Duitsland ontbonden.

## Bevelhebbers
- Generalleutnant Hans von Grävenitz (12 juli 1944 - april 1945)
- Oberst Karl Falkner (april 1945 - 8 mei 1945)

## Samenstelling
- Grenadier-Regiment 1046
- Grenadier-Regiment 1047
- Grenadier-Regiment 1048
- Divisions-Füsilier-Bataillon 237
- Artillerie-Regiment 237
- Pionier-Bataillon 237
- Panzerjäger-Kompanie 237
- Feldersatz-Bataillon 237
- Divisions-Nachrichten-Abteilung 237
- Divisions-Nachschubführer 237